# Городское поселение Верея
Городско́е поселе́ние Верея́ — упразднённое муниципальное образование (городское поселение), существовавшее в Наро-Фоминском муниципальном районе Московской области с 2005 по 2017 год.
Образовано в 2005 году, включило город Верею и ещё 19 населённых пунктов позже упразднённых Афанасьевского и Симбуховского сельских округов.
Крупнейший населённый пункт — город Верея.
Глава городского поселения — Анисимов Владимир Леонидович.
Председатель Совета депутатов городского поселения — Комаровский Юрий Владимирович.

## География
Расположено в западной части Наро-Фоминского района. На востоке граничит с сельским поселением Ташировским, на юге — с сельским поселением Волчёнковским, на юго-западе — с сельским поселением Веселёвским, на западе — с сельским поселением Борисовским Можайского района, на севере — с сельским поселением Дороховским Рузского района. Площадь территории муниципального образования — 15 721 га

## Население
| 2006  | 2007  | 2008  | 2009  | 2010  | 2011  |
| ----- | ----- | ----- | ----- | ----- | ----- |
| 5926  | ↘5451 | ↘4758 | ↗5837 | ↗6461 | ↘6437 |
| 2012  | 2013  | 2014  | 2015  | 2016  | 2017  |
| →6437 | ↘6406 | ↘6396 | ↘6381 | ↘6314 | ↘6226 |

## Населённые пункты городского поселения Верея
Городское поселение Верея включает 20 населённых пунктов:
| Вид     | Наименование        | Население, чел. | ОКАТО          | Бывшая административная единица до 2006 года |
| ------- | ------------------- | --------------- | -------------- | -------------------------------------------- |
| деревня | Алексино            | 38              | 46 238 837 014 | Симбуховский сельский округ                  |
| город   | Верея               | 4910            | 46 238 505     |                                              |
| деревня | Волково             | 0               | 46 238 837 002 | Симбуховский сельский округ                  |
| деревня | Годуново            | 10              | 46 238 837 003 | Симбуховский сельский округ                  |
| посёлок | Дома Отдыха «Верея» | 23              | 46 238 837 004 | Симбуховский сельский округ                  |
| деревня | Загряжское          | 23              | 46 238 807 011 | Афанасьевский сельский округ                 |
| деревня | Золотьково          | 3               | 46 238 837 005 | Симбуховский сельский округ                  |
| деревня | Каменка             | 0               | 46 238 837 006 | Симбуховский сельский округ                  |
| деревня | Лужки               | 1               | 46 238 837 007 | Симбуховский сельский округ                  |
| деревня | Мерчалово           | 0               | 46 238 837 008 | Симбуховский сельский округ                  |
| деревня | Митяево             | 13              | 46 238 837 009 | Симбуховский сельский округ                  |
| деревня | Монаково            | 9               | 46 238 837 010 | Симбуховский сельский округ                  |
| посёлок | Пионерский          | 338             | 46 238 837 011 | Симбуховский сельский округ                  |
| деревня | Пушкарка            | 2               | 46 238 837 012 | Симбуховский сельский округ                  |
| деревня | Рождествено         | 192             | 46 238 837 013 | Симбуховский сельский округ                  |
| деревня | Семенково           | 2               | 46 238 837 016 | Симбуховский сельский округ                  |
| деревня | Симбухово           | 217             | 46 238 837 001 | Симбуховский сельский округ                  |
| деревня | Субботино           | 27              | 46 238 837 015 | Симбуховский сельский округ                  |
| деревня | Тютчево             | 34              | 46 238 837 017 | Симбуховский сельский округ                  |
| деревня | Ястребово           | 94              | 46 238 837 018 | Симбуховский сельский округ                  |

## История
Муниципальное образование было создано в 2005 году из города Вереи, 1 населённого пункта позже упразднённого Афанасьевского и 18 населённых пунктов Симбуховского сельского округов.

## Комментарии
1. ↑  В перечне. Архивировано из оригинала 21 сентября 2013 года. ошибочно указана как Субботно